# Ada (Kansas)
Ada es un lugar designado por el censo ubicado en el condado de Ottawa  en el estado estadounidense de Kansas. En el año 2010 tenía una población de 100 habitantes.

## Geografía
Ada se encuentra ubicado en las coordenadas 39°9′6.11″N 97°53′22.71″O / 39.1516972, -97.8896417 (39.151695° -97.889643°).